# Istoria arhitecturii în România

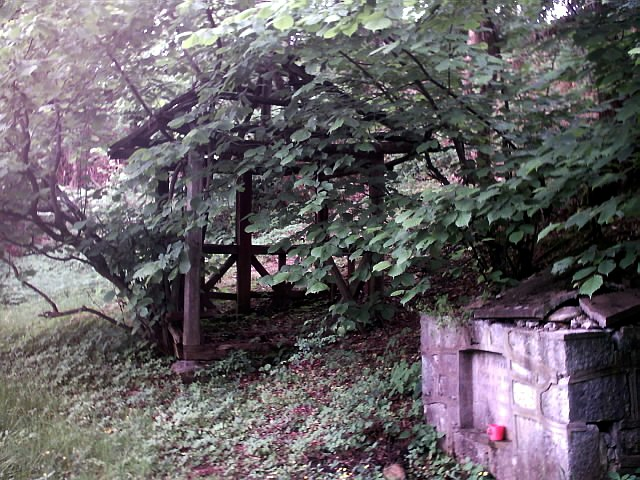
La Cetate - așezare din Epoca Bronzului

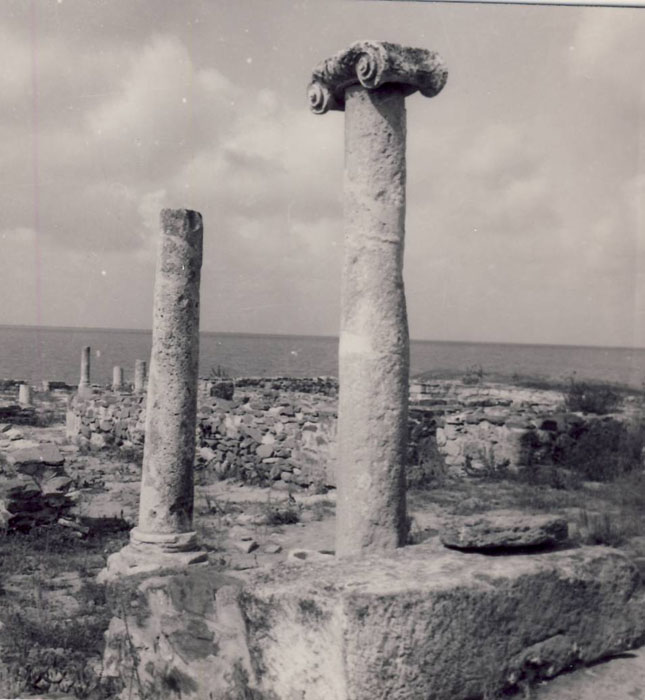
Coloană ionică din cetatea Histria

Istoria arhitecturii în România debutează cu apariția primelor construcții și structuri de pe teritoriul țării noastre, din perioada civilizației dace, la care s-au adăugat ulterior inovațiile tehnologiei romane.
În perioada Evului Mediu, tehnica și arta construcțiilor bisericești evoluează în paralel cu cea a edificiilor laice (castele, palate) în diverse stiluri specifice românești, pentru ca în perioada modernă să se realizeze sincronizarea cu stilurile europene.
Epoca contemporană este ilustrată de clădiri și structuri de mari dimensiuni, atât civile, cât și industriale, multe din acestea constituindu-se ca adevărate obiective turistice și ca simboluri ale identității naționale.

## Preistorie
În perioada ce a succedat apariției uneltelor din piatră și a trecerii la viața sedentară, se remarcă modul de dispunere a așezărilor.
Locuințele, de formă rectangulară, sunt construite la suprafață din pari, împletituri de nuiele și lipitură de lut, având una sau două încăperi.
Adesea erau situate pe forme de relief dominant și fortificate cu șanțuri, diguri și mai târziu cu ziduri de piatră. 
În acest sens, se remarcă fortificația descoperită la Cornești, care este considerată una dintre cele mai mari cetăți din Epoca bronzului.

Mai târziu, apar casele din chirpici sau din lemn cu fundații din piatră.
La începutul Epocii fierului (perioada Hallstatt) apar, în special pe țărmul Mării Negre (unde se resimțeau influențele novatoare ale civilizației elene), locuințele din cărămidă și având ca liant argila și varul gras.

## Antichitate
În perioada La Tène, civilizația dacică atinge apogeul.
Se construiesc așezări complexe, cu fortificații având la bază așa-numitul murus dacicus, zid de mare rezistență din blocuri de piatră legate prin bârne de lemn.
Pentru clădirile obișnuite se utiliza chirpici ars.

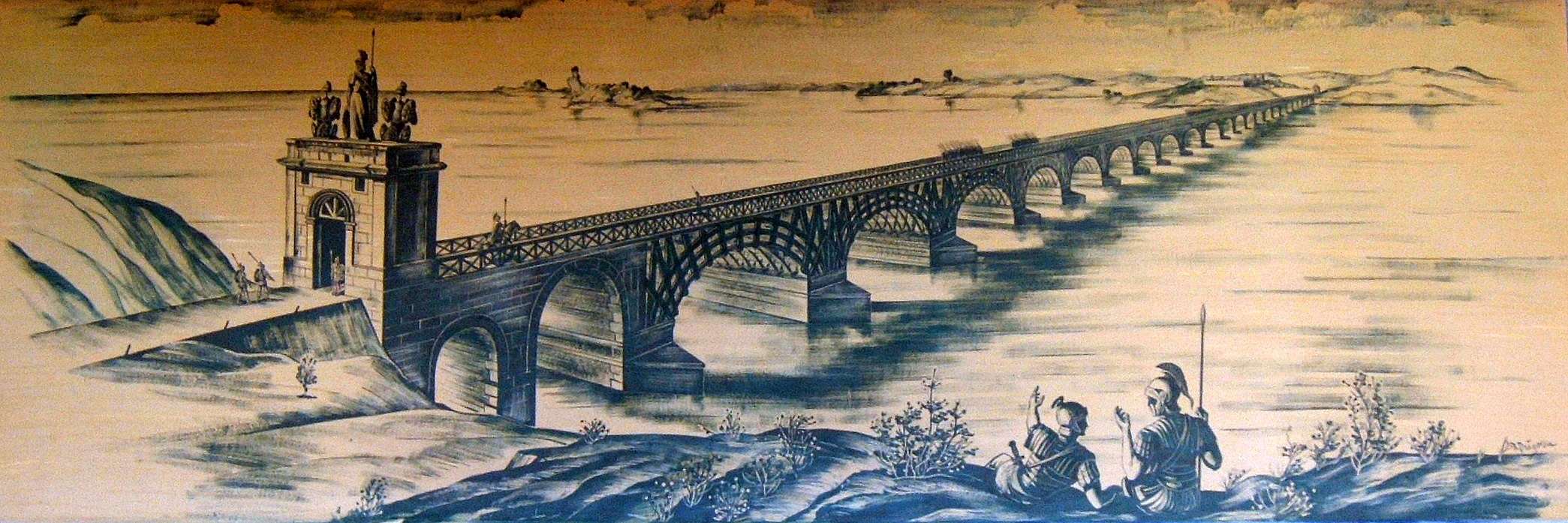
Podul lui Traian (reconstituire)

Fortărețele din Munții Orăștiei constituie o dovadă a spiritului inventiv al dacilor și astăzi fac parte din patrimoniul cultural mondial UNESCO.

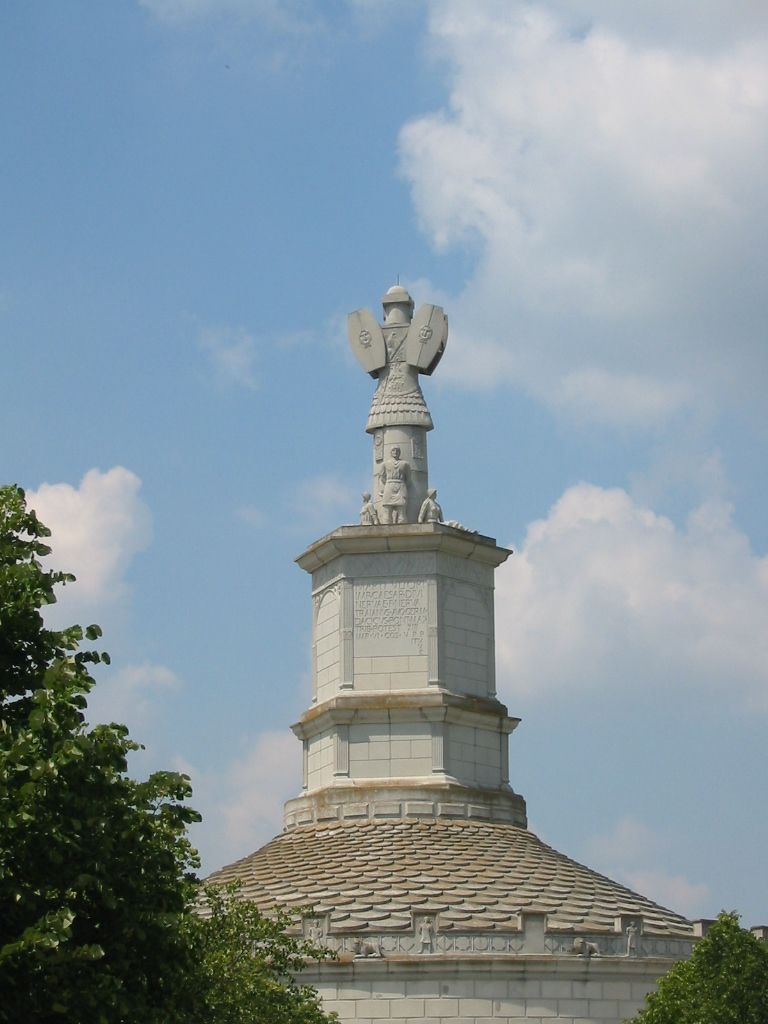
Tropaeum Traiani, detaliu

Perioada colonizării romane este ilustrată de numeroasele castre de pe teritoriul țării și alte construcții și monumente ca: Podul lui Traian, Tropaeum Traiani, Edificiul cu mozaic din Constanța și multe așezări fortificate.

## Evul Mediu

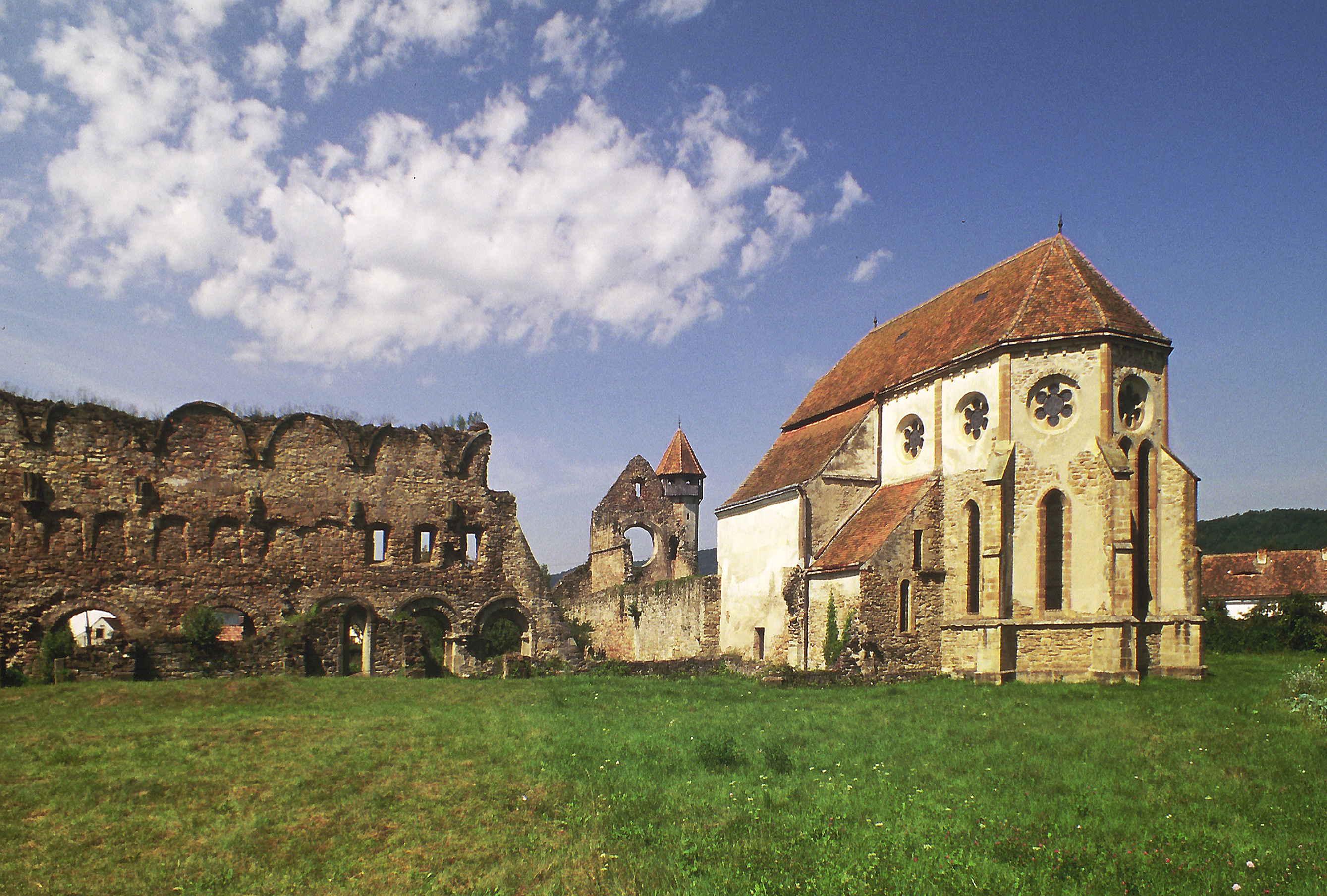
Mănăstirea Cârța

Pe teritoriul românesc, la construcții se folosesc, pe lângă piatra, lemnul, pământul, și sticla pentru realizarea de ferestre.
Perioada bizantină este ilustrată de Podul lui Constantin cel Mare și de diverse orașe și cetăți refăcute din ordinul lui Iustinian: Sucidava, Drobeta și altele.

### Muntenia
Pe insula Păcuiul lui Soare este ridicată, între anii 972-976, o cetate care servea drept fortăreață pentru Imperiul Bizantin.
Începutul arhitecturii medievale în piatră în Țara Românească este marcat de Cetatea Severinului, construită în prima jumătate a secolului al XIII-lea.
Construit în jurul anului 1300, Farul Genovez de la Constanța are circa opt metri înălțime și a fost restaurat în secolul al XIX-lea.
Finalizată în 1388, biserica Mănăstirii Cozia, având fațada bogat ornamentată cu ceramică și cărămizi aparente, a constituit, timp de secole, un model de arhitectură religioasă pentru Muntenia.
Remarcabilă prin ornamentele exterioare și prin eleganța proporțiilor, Mănăstirea Dealu, a cărei construcție a fost începută în 1499 și finalizată în 1501, reprezintă un monument de o deosebită importanță pentru evoluția arhitecturii din Muntenia.

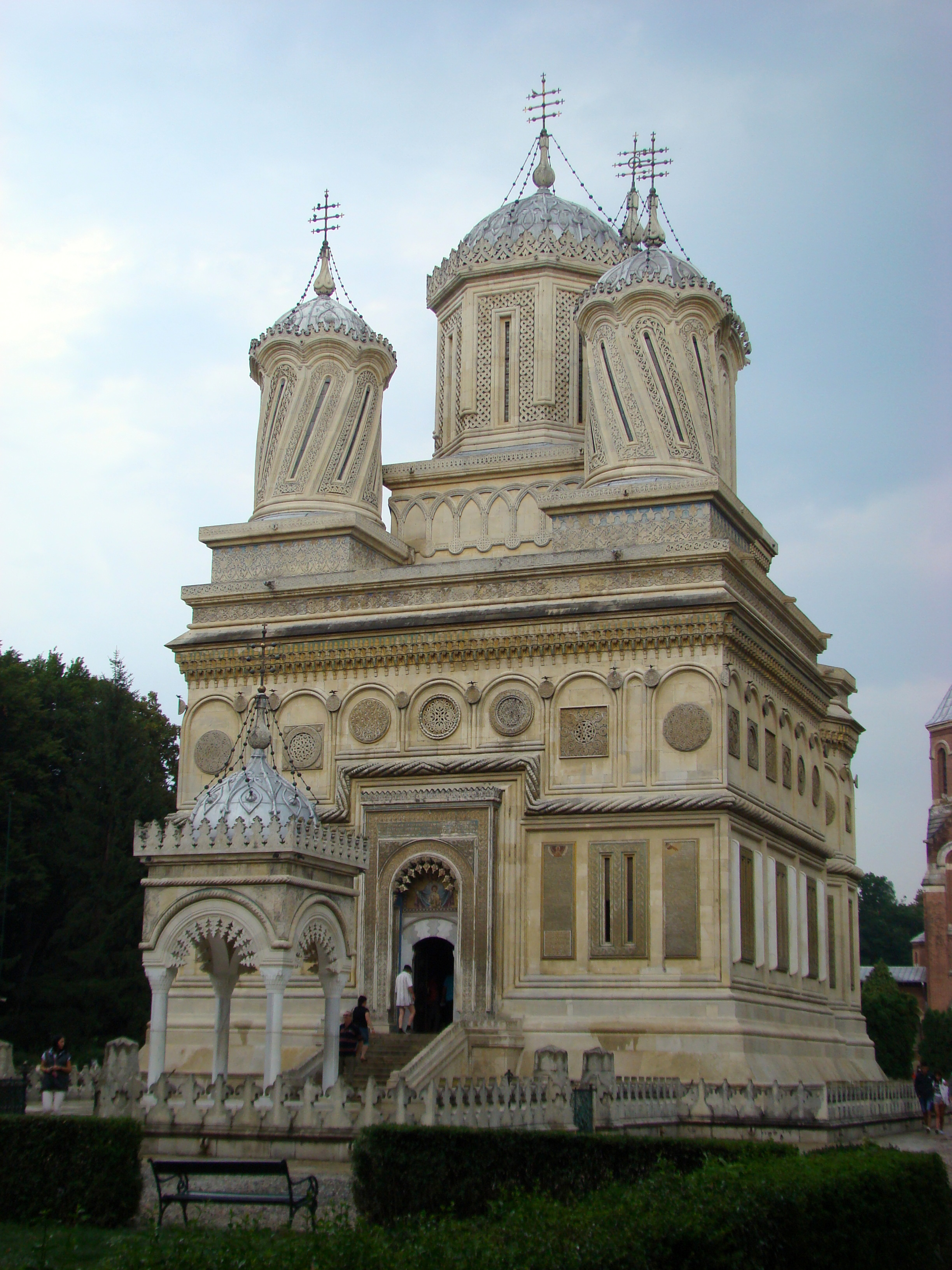
Mănăstirea Curtea de Argeș

Considerată una din minunile arhitecturale ale țării, Mănăstirea Curtea de Argeș este ridicată în perioada 1512 - 1517.
Biserica a fost construită în stil bizantin, cu diverse elemente caucaziene (armeano-georgiene) și a servit ca prototip pentru multe alte lăcașuri de cult din secolul al XVII-lea.
O altă inovație în domeniul materialelor de construcții o constituie introducerea cărămizilor colorate pentru finisarea bisericilor, lucru vizibil începând cu secolul al XV-lea.
Într-o perioadă în care pentru construcții civile era utilizat cu precădere lemnul, Cetatea Poenari, a fost construită pe la mijlocul secolului al XIV-lea, utilizându-se piatră și cărămidă.
Tot în această perioadă, mai exact în 1352, este ridicată Bisericii Sf. Nicolae din Curtea de Argeș, cea mai veche ctitorie voievodală din Țara Românească.
În perioada 1558 - 1559 este ridicată biserica de la Curtea Domnească din București, cel mai vechi lăcaș de cult din Capitală, care s-a păstrat în forma sa originală.
Prima mențiune a unor lucrări de arhitectură stradală din București datează în 1574, când străzile erau pavate prin sistemul podurilor din bârne de lemn.
Ulterior se vor construi Podul Mogoșoaiei (Calea Victoriei), Podul Târgului din Afară (Calea Moșilor), Podul Calicilor (Calea Rahovei), Podul Beilicului (Calea Șerban Vodă).
Un alt edificiu important al Capitalei este Biserica Mihai Vodă.
Finalizată în 1594, constituie un exemplar reușit de arhitectură feudală românească, care îmbină elemente decorative inspirate de la bisericile mănăstirilor Dealu, Curtea de Argeș, Mărcuța.
Construit în a doua jumătate a secolului al XV-lea sub domnia lui Vlad Țepeș (și atestat documentar în 1595), Turnul Chindiei reprezintă și astăzi o atracție turistică a orașului Târgoviște.

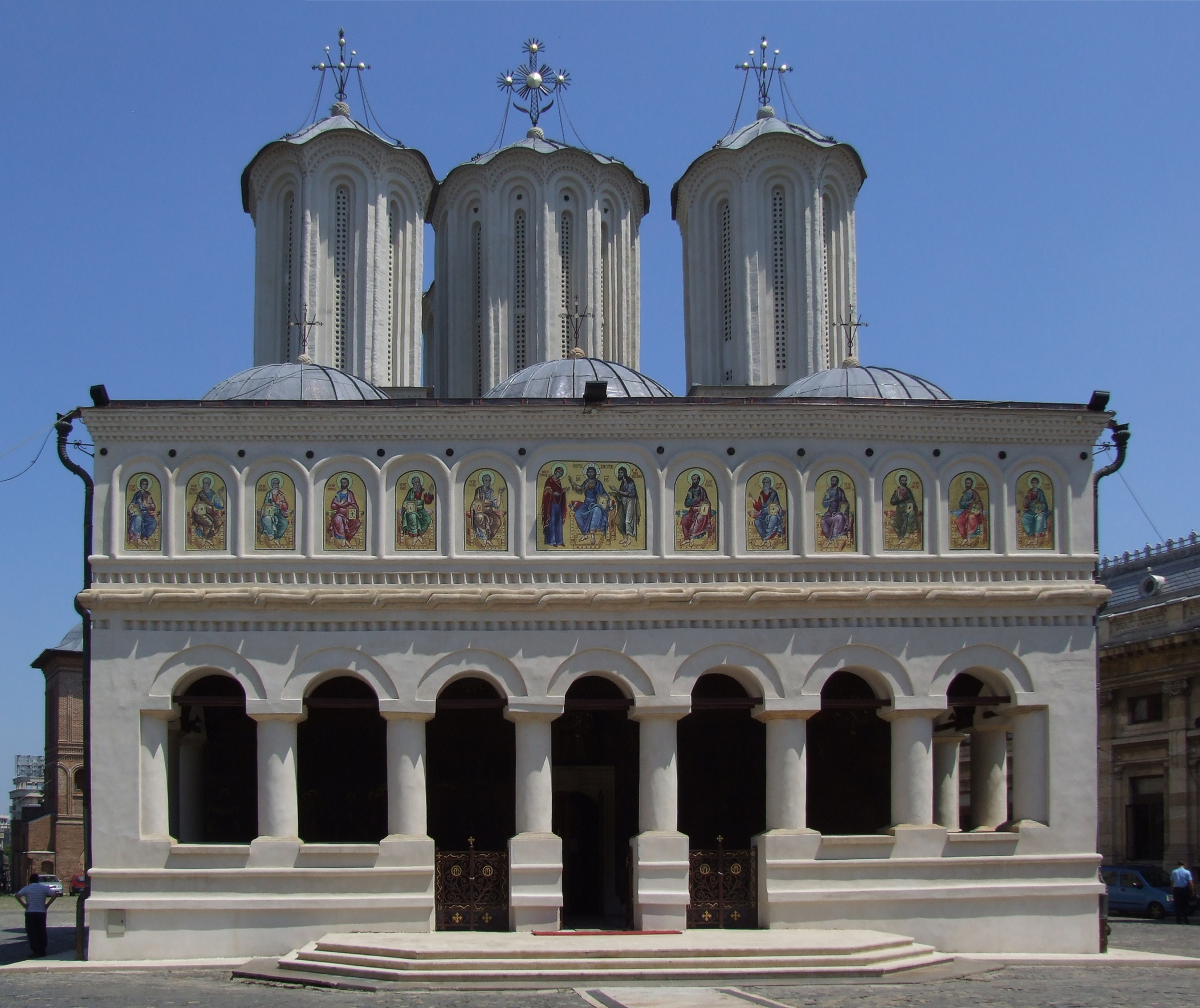
Catedrala Patriarhală din București, edificiu specific stilului brâncovenesc timpuriu

Unul dintre puținele construcții laice care s-au păstrat din secolul al XVII-lea este Conacul Goleștilor, finalizat în 1646, din Golești (Ștefănești), Argeș.
Edificiul se remarcă prin portalul măreț, realizat din cărămidă și având un foișor cu cerdac pe stâlpi.
Astăzi găzduiește Muzeul Viticulturii și Pomiculturii.
În perioada 1654 - 1658 este construită în București Catedrala Patriarhală, care reproduce biserica Mănăstirii Curtea de Argeș și care devine unul dintre cele mai importante lăcașe de cult ale țării.
Unul dintre cele mai vechi hanuri bucureștene, Hanul Șerban Vodă a fost ridicat în perioada 1680 - 1687, dar nu a rezistat timpului, pe locul său fiind ridicată (două secole mai târziu) clădirea Băncii Naționale a României.

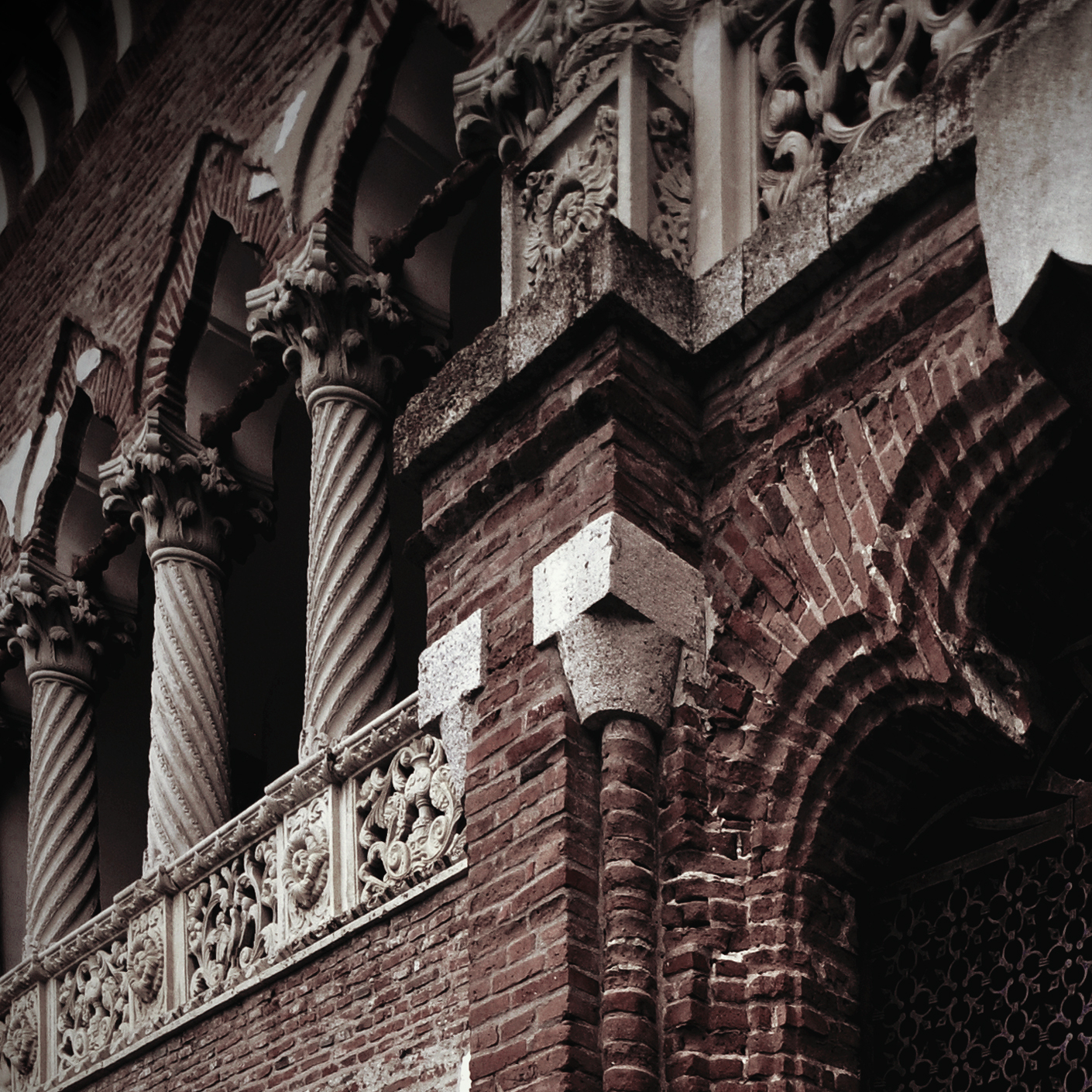
Palatul Mogoșoaia (detaliu)

La sfârșitul secolului la XVII-lea, în Țara Românească arhitectura cunoaște o deosebită înflorire.
Se construiesc numeroase edificii laice (palate și curți domnești) și religioase într-un stil propriu epocii, denumit stilul brâncovenesc.
Un prim exemplu îl constituie Mănăstirea Horezu (1690 - 1694), un valoros monument istoric al orașului omonim.
Aceeași amprentă a lui Constantin Brâncoveanu o poartă și Palatul de la Potlogi, Dâmbovița, ridicat în 1698.
Cunoscută prin decorațiile de tip oriental (vase cu flori, clădiri în formă de chioșcuri persane), Biserica Fundenii Doamnei (finalizată în 1699) din Dobroești ilustrează perioada de înflorire a stilului brâncovenesc.
Dar cel mai desăvârșit edificiu construit în acest stil este Palatul Mogoșoaia. Finalizat în 1702, este remarcabil prin foișorul pe coloane de piatră și logia în stil venețian.
Același stil brâncovenesc se regăsește și la Biserica Stavropoleos din Capitală.
Sfințit în 1724, lăcașul de cult atrage atenția prin decorul fațadelor, coloanele de piatră și sculpturile bogate, constituind model pentru multe edificii religioase din secolul al XVIII-lea.
Construită în 1750-1760, Casa Melik este una dintre cele mai vechi clădiri ale Capitalei care au rezistat timpului.
Astăzi găzduiește Muzeul Theodor Pallady.

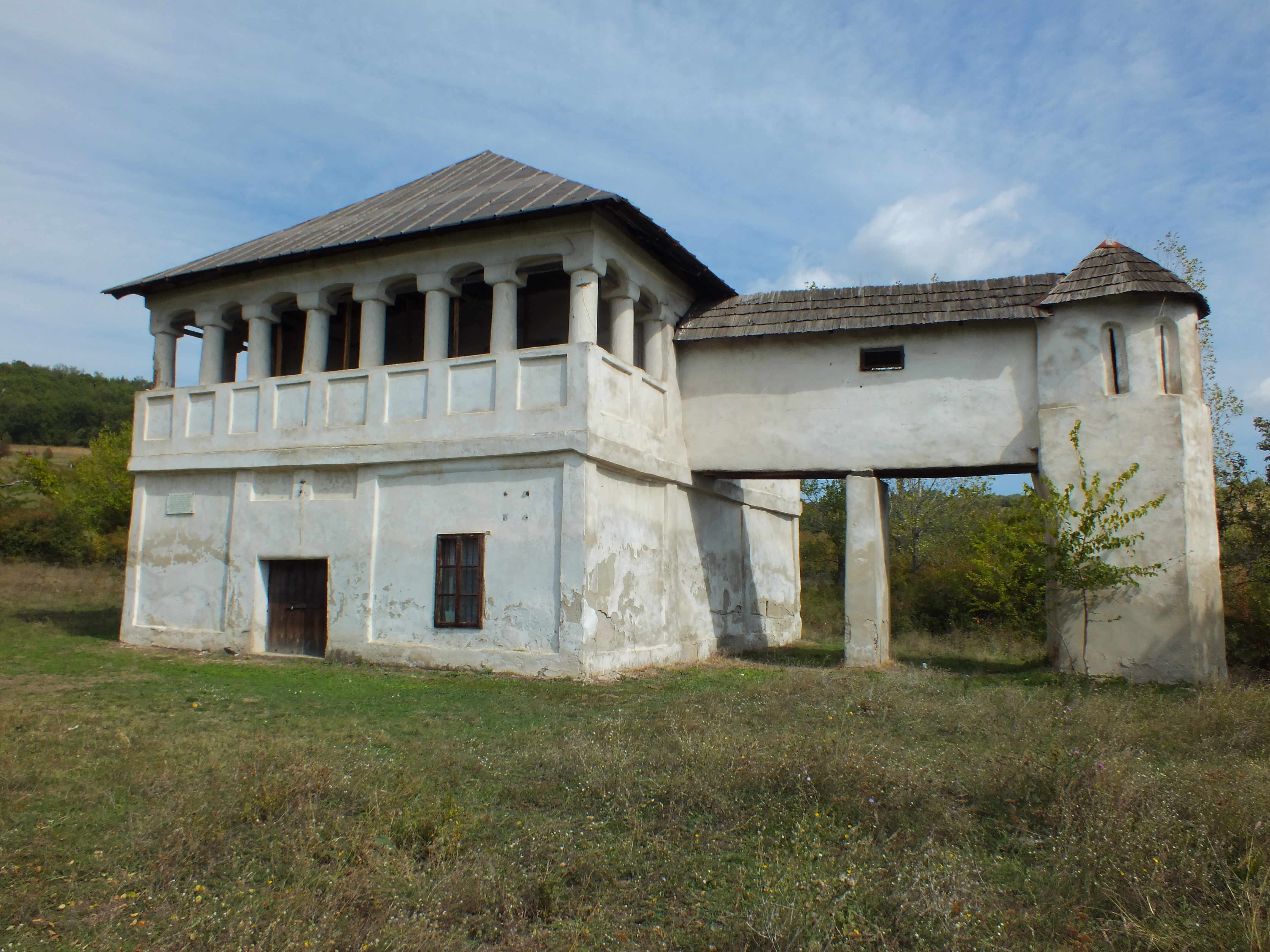
Cula Tudor Vladimirescu

Ridicată la sfârșitul secolului al XVIII-lea și reconstruită în 1827, "cula" de la Măldărești, remarcabilă prin proporțiile armonioase și decorațiunile interioare, constituie unul dintre cele mai caracteristice modele de arhitectură civilă românească din această perioadă.
O clădire similară este cula lui Tudor Vladimirescu din Cerneți, construită în jurul anului 1800.
Pe o porțiune din Curtea Veche din București, un comerciant armean a construit Hanul lui Manuc, finalizat în 1808, astăzi un important obiectiv turistic și monument istoric.

### Moldova

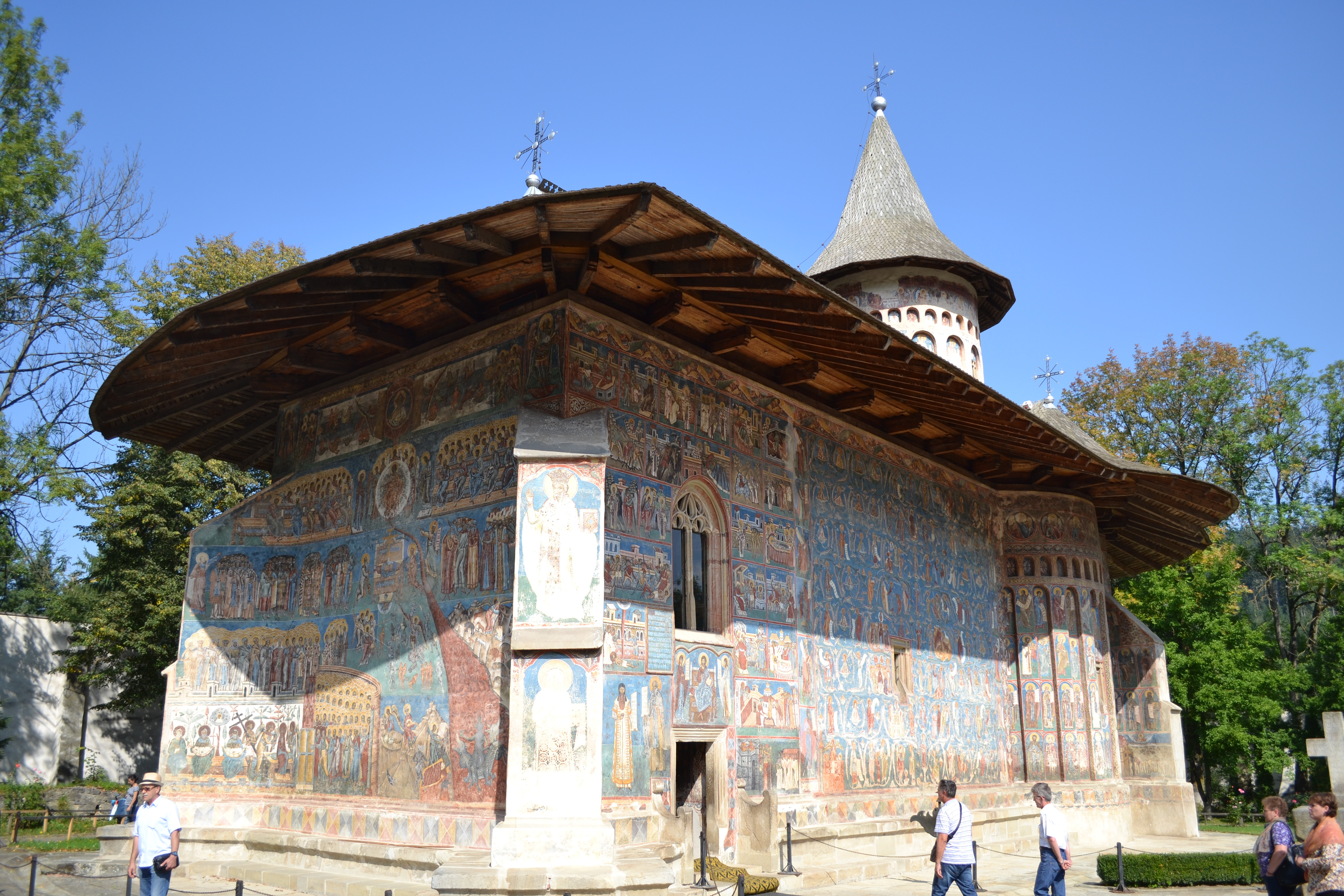
Biserica Sfântul Gheorghe din incinta Mănăstirii Voroneț

Considerată cea mai veche biserică de lemn din Europa, Biserica de lemn din Putna a fost ridicată în 1346 (sau în 1353) la Volovăț, în perioada domniei lui Dragoș Vodă.
Concepută într-o arhitectură cu elemente romanice, gotice și bizantine, Mănăstirea Bogdana (construită între 1359 și 1365) este unul dintre cele mai vechi edificii religioase din nord-estul țării.

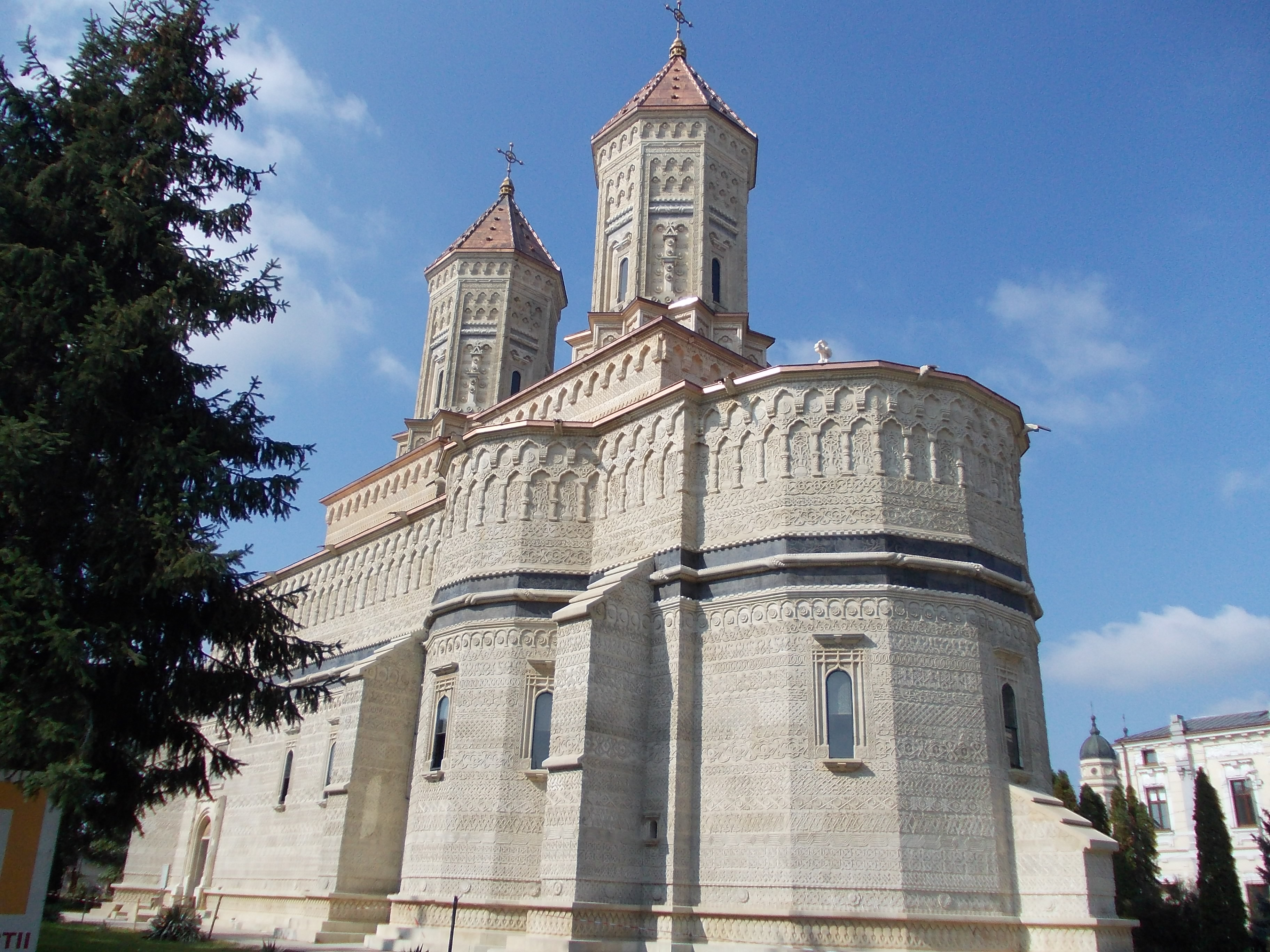
Mănăstirea Sfinții Trei Ierarhi din Iași

Către sfârșitul secolului al XIV-lea, introducerea ceramicii smălțuite avea să aducă un plus de frumusețe finisajelor exterioare.
În acest sens stau mărturie Biserica Sfânta Treime din Siret (1352) și Mănăstirea Cotmeana (1292).
Construită în perioada 1466 - 1469, Mănăstirea Putna devine nu numai un lăcaș de cult important, dar și un important centru cultural.
Tot în nordul Moldovei, Mănăstirea Voroneț („Capela Sixtină a Estului”), sfințită în 1488, este renumită pentru frescele sale și coloritul acestora, unde se remarcă celebrul albastru de Voroneț.
Tot de Ștefan cel Mare ctitorită, în 1492, Biserica Sfântul Gheorghe din Hârlău este prima construcție din spațiul românesc la care apare tipul de boltă moldovenească pe arce încrucișate.
Ctitorită în 1522, Biserica „Duminica Tuturor Sfinților” din Părhăuți, Suceava este considerată ca fiind unul dintre primele monumente care aparțin așa-numitului stil modovenesc.
Alte edificii valoroase din nordul Moldovei sunt: Biserica Arbore (construită în 1502) și mănăstiri ca: Humor (1530), Moldovița (1532), Sucevița (1584), Dragomirna (1609), Agapia (1643), Văratec (1785).
Cu fațadele decorate integral cu piatră cioplită, Biserica Trei Ierarhi din Iași, finalizată în 1639, reprezintă unul dintre cele mai frumoase monumente medievale din țară.
Remarcabilă prin elementele decorative exterioare, realizând tranziția de la stilul renascentist la baroc, biserica Mănăstirii Golia, finalizată în 1660, reprezintă o altă atracție turistică a capitalei Moldovei.

### Transilvania

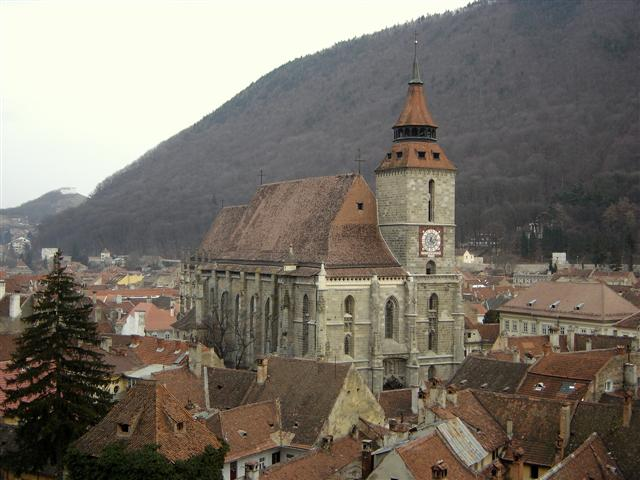
Biserica Neagră din Brașov

Considerată cea mai veche biserică de pe spațiul românesc, Biserica Rotonda din Geoagiu a fost ridicată în secolul al XI-lea.
Cea mai veche catedrală de pe teritoriul actual al României este Catedrala Sfântul Mihail din Alba Iulia, edificiu reprezentativ pentru stilul romanic transilvănean.
A fost refăcută în secolul al XIII-lea, secol a fost construită și Biserica Sfântul Nicolae din Densuș, Hunedoara, considerată cea mai veche biserică de piatră din România.
Alt vechi lăcaș de cult de pe teritoriul țării construit în același secol este Biserica din Gurasada.
Cetatea Oradea, construită pe locul unei fortificații mai vechi, a cunoscut o perioadă de înflorire în perioada dintre secolele al XIV-lea și al XVII-lea.
Goticul în Transilvania debutează prin Abația de la Cârța, realizată de călugării cistercieni.
Construită pe la jumătatea secolului al XIII-lea, Biserica Sfântul Nicolae din Densuș este una dintre cele mai vechi biserici de rit bizantin din spațiul românesc.
Câteva decenii mai târziu, este ridicată și Biserica din Strei, care, deși este de rit ortodox, prezintă un stil gotic timpuriu, prelucrat într-o manieră arhitectonică locală.
Același stil, în care goticul matur se combină cu cel târziu, se poate întâlni la Biserica Sfântul Mihail din Cluj, începută în 1349 și terminată către 1500.

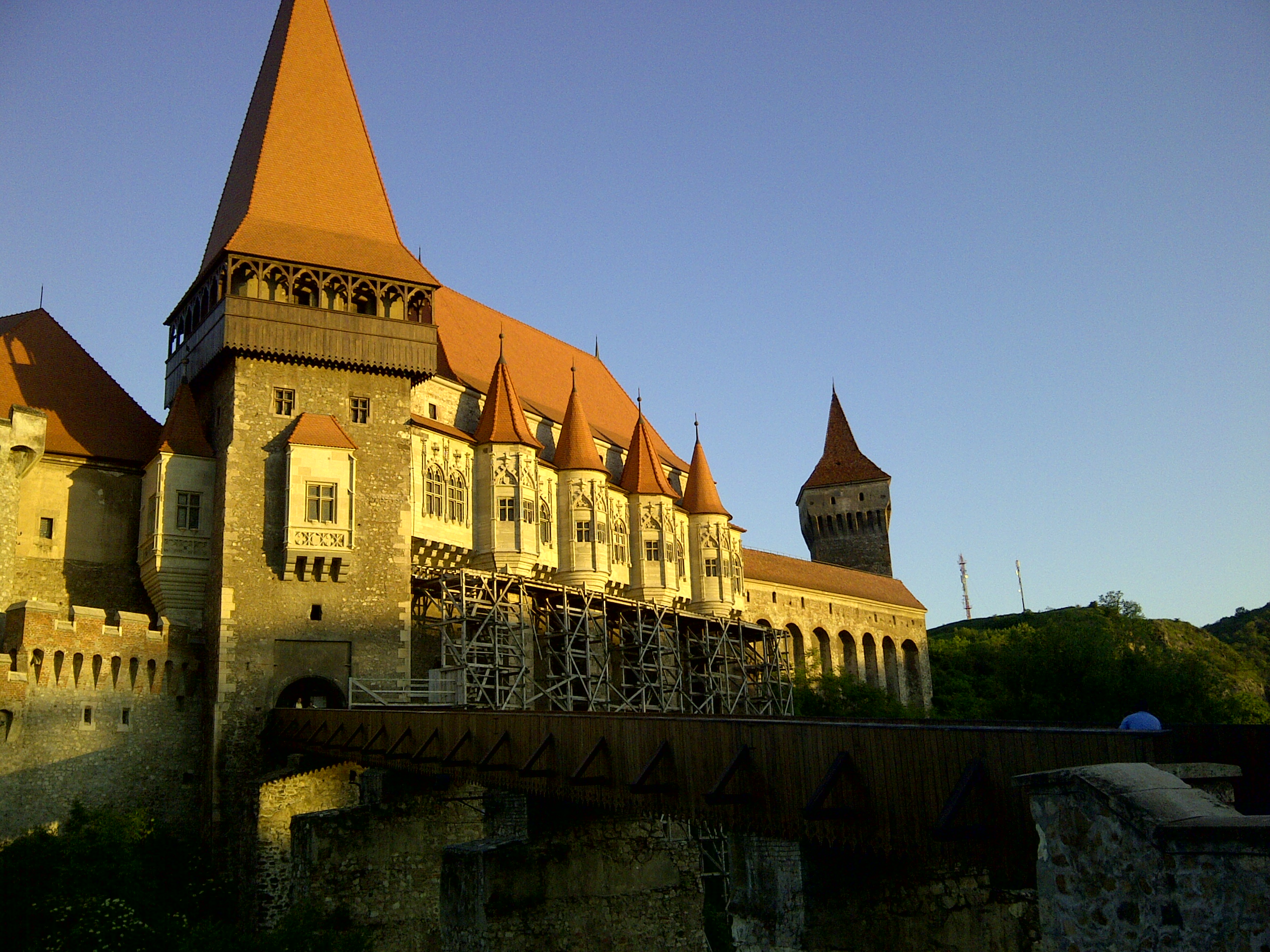
Castelul Hunedoarei

Începută în 1383 și terminată în 1477, Catedrala gotică din Brașov, cunoscută ulterior ca Biserica Neagră, era în acea perioadă „cea mai mare biserică dintre Viena și Constantinopol.” și reprezintă cel mai reprezentativ monument de arhitectură gotică de pe teritoriul țării.
Unul dintre cele mai importante monumente de arhitectură gotică din Transilvania este Castelul Huniazilor.
Construit în mai multe etape începând cu secolul al XV-lea, astăzi este transformat în muzeu și atrage mii de turiști anual.
Construit în 1540, Castelul Martinuzzi este un castel-cetate, remarcabil prin stilul renascentist și care ulterior a fost transformat în închisoare.

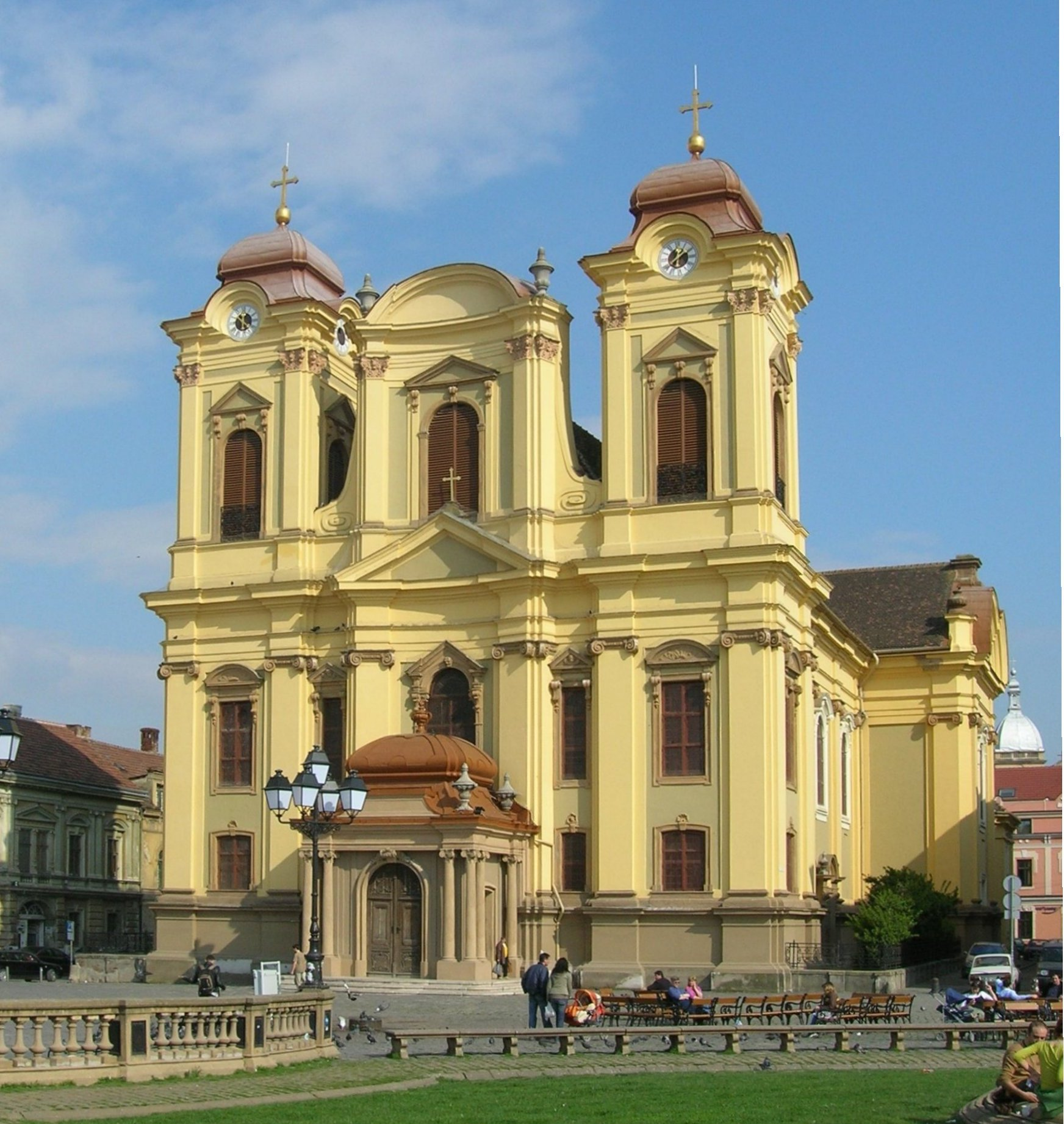
Catedrala Sfântul Gheorghe din Timișoara

Finalizată în 1738, Cetatea Alba Carolina din Alba Iulia este remarcabilă prin numeroasele elemente arhitecturale în stil baroc.
Castelul Bethlen din Deva (1621), cunoscut și ca "Magna Curia" este cea mai veche clădire monument istoric ce se păstrează în acest oraș, servind astăzi ca muzeu local.
Un alt castel omonim, dar în Sânmiclăuș, Alba, este ridicat în perioada 1668 - 1675 în stilul Renașterii târzii.
Catedrala Romano-Catolică din Timișoara, construită în perioada 1736 - 1774, reprezintă o grandioasă întruchipare a stilului baroc.
Același stil se regăsește la Catedrala Sfânta Treime din Blaj, ridicată între 1741 și 1749.

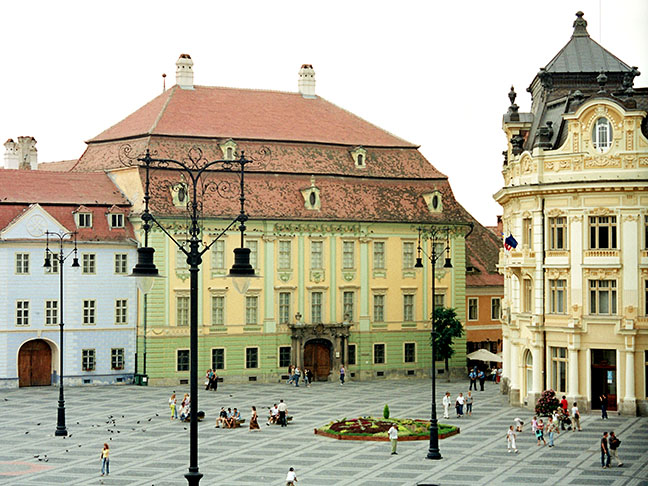
Palatul Brukenthal din Sibiu, sediu actual al Muzeului Național Brukenthal

Construit în stilul barocului târziu în perioada 1762 - 1777 și considerat unul dintre cele mai reprezentative edificii ale acestui stil din estul Europei, Palatul Baroc din Oradea găzduiește astăzi Muzeul Țării Crișurilor.
Același stil este vizibil și la Palatul Bánffy (finalizat în 1785) din Cluj-Napoca.
Realizat într-un amestec de stil clasic și baroc austriac, Palatul Brukenthal din Sibiu, inaugurat în 1790 și deschis publicului în 1817, este apreciat ca unul dintre cele mai vechi muzee din această parte a Europei.
Finalizată la sfârșitul secolului al XVIII-lea, Biblioteca Batthyaneum din Alba Iulia, adăpostind peste 56.000 de volume, reprezintă un veritabil focar de cultură transilvăneană.

## Epoca modernă

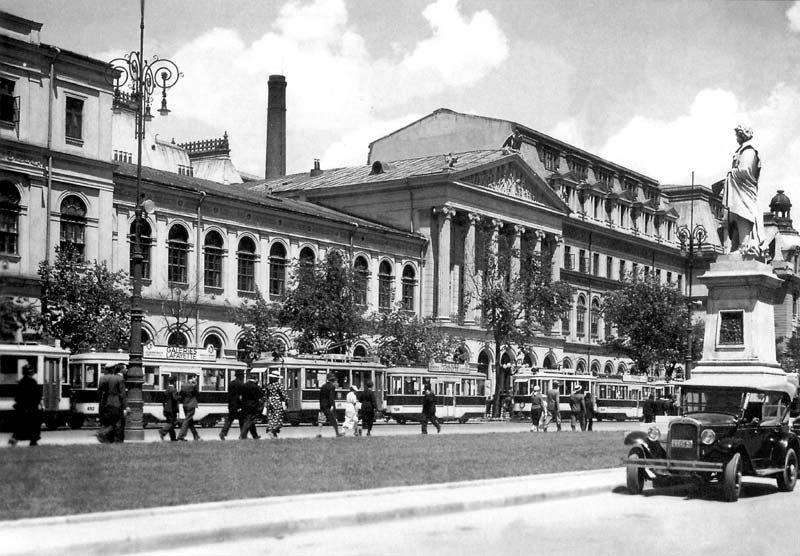
Clădirea principală a Universitatea din București în perioada interbelică

Istoria modernă a Bucureștiului este ilustrată de edificii impunătoare, devenite ulterior adevărate obiective turistice ale viitoarei Capitale, dar și sediile unor instituții importante.
Astfel, ridicat în 1822, Palatul Ghika Tei reprezintă un valoros edificiu de arhitectură neoclasică.
Tot în Capitală, Palatul Suțu (finalizat în 1835) se remarcă prin stilul neogotic și găzduiește în prezent Muzeul Municipiului București.
Început la jumătatea secolului al XIX-lea și finalizat în 1864, Palatul Știrbei de pe Podul Mogoșoaiei, în stil neoclasic, adăpostește astăzi „Muzeul Ceramicii și Sticlei”.
Clădirea actualului Teatru Național din București a fost ridicată în perioada 1846 - 1852 după planurile unui arhitect vienez.
Între 1857 și 1869 este construit Palatul Universității, clădire care avea să influențeze dezvoltarea ulterioară a arhitecturii neoclasice din țară și care va găzdui Universitatea din București.

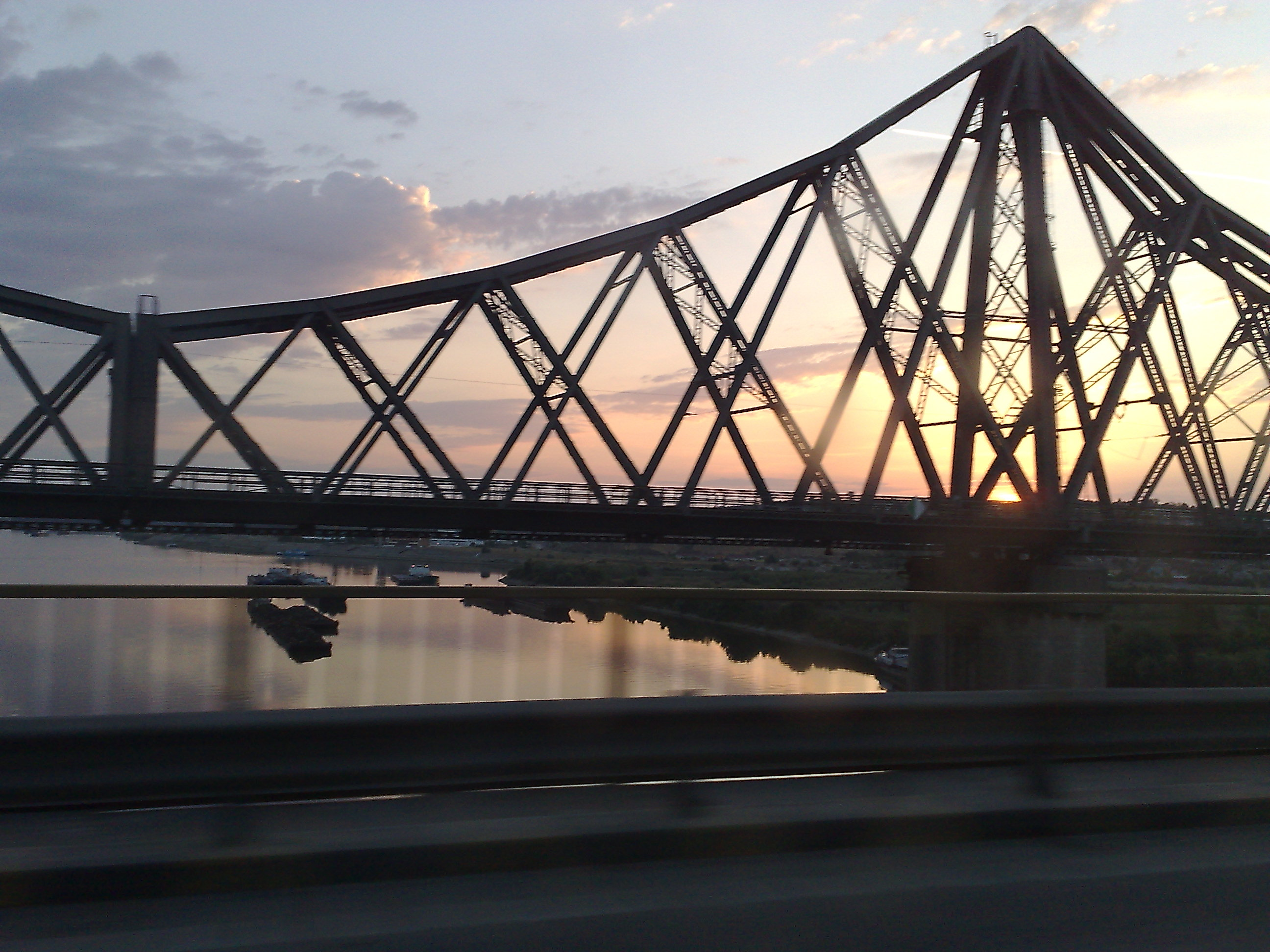
Podul Anghel Saligny (detaliu)

Podul de la Cernavodă, construit de Anghel Saligny în perioada 1890 - 1895, a fost cel mai lung pod din Europa continentală din acea epocă.
În 1860 este construită în Capitală Casa Librecht, numită ulterior Casa Filipescu și în prezent Casa Universitarilor, interesantă prin stilul propriu, de factură romanică și neogotică.
Tot în București, în perioada 1865 - 1871, este construit Hotelul Bulevard, în ale cărui camere, în 1877, este introdusă pentru prima dată apa curentă în România.
În 1872 este inaugurată clădirea Universității din Cluj (pe atunci "Universitatea „Franz Joseph”"), edificiu construit în stilul academismului francez, după planurile unor arhitecți austrieci.

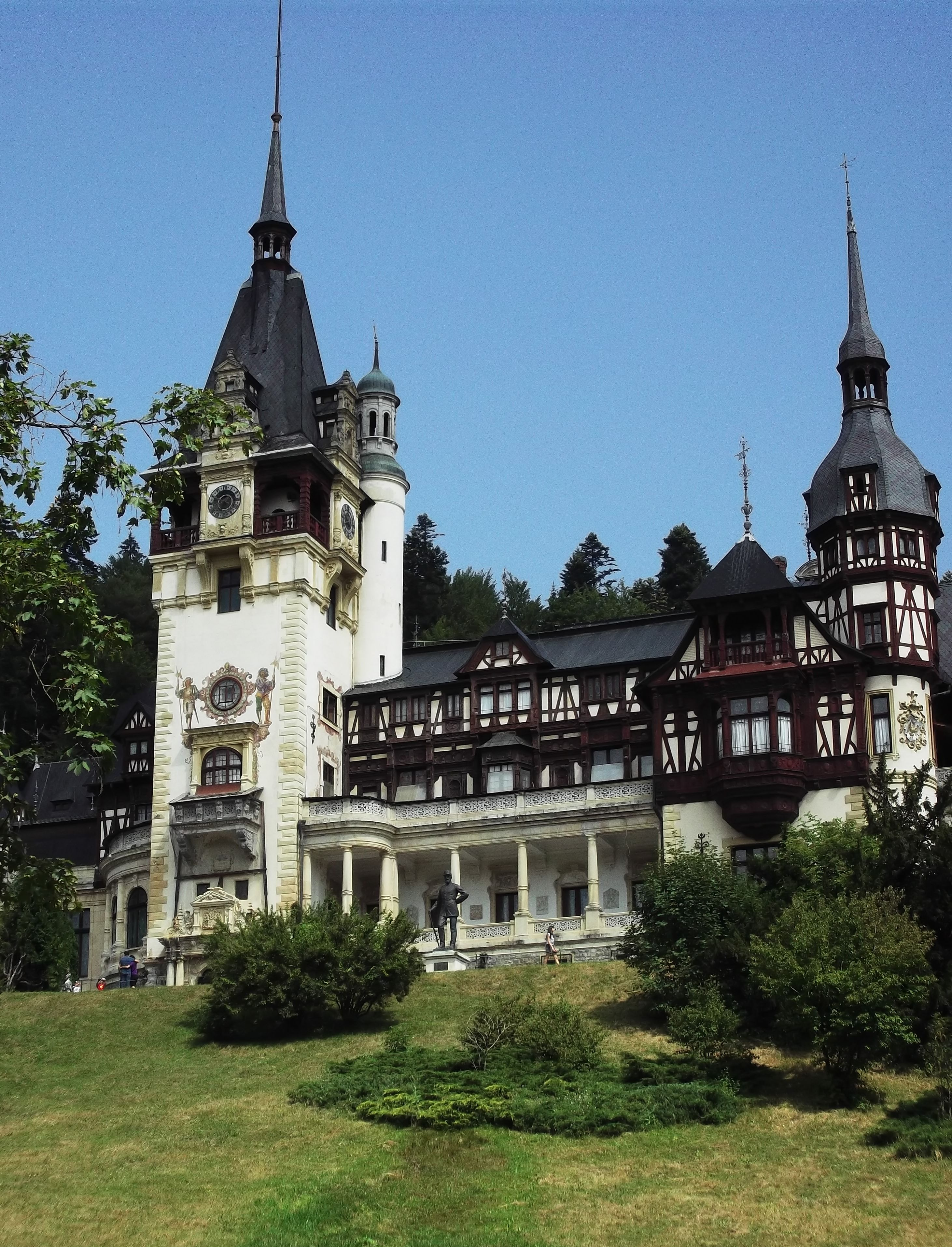
Castelul Peleș

După modelul Halelor din Paris, în 1872 sunt construite Halele Centrale, care ulterior vor deveni Piața Unirii din București.
În septembrie 1878 a fost inaugurată Gara București Nord, a cărei clădire avea să fie extinsă în perioada interbelică.
Unul dintre cele mai importante edificii cu valoare istorică și artistică din România, Castelul Peleș, a fost construit în perioada 1873 - 1914 și combină numeroase elemente arhitecturale gotice, baroce, rococo, hispano-maure, ale Renașterii italiene și engleze.

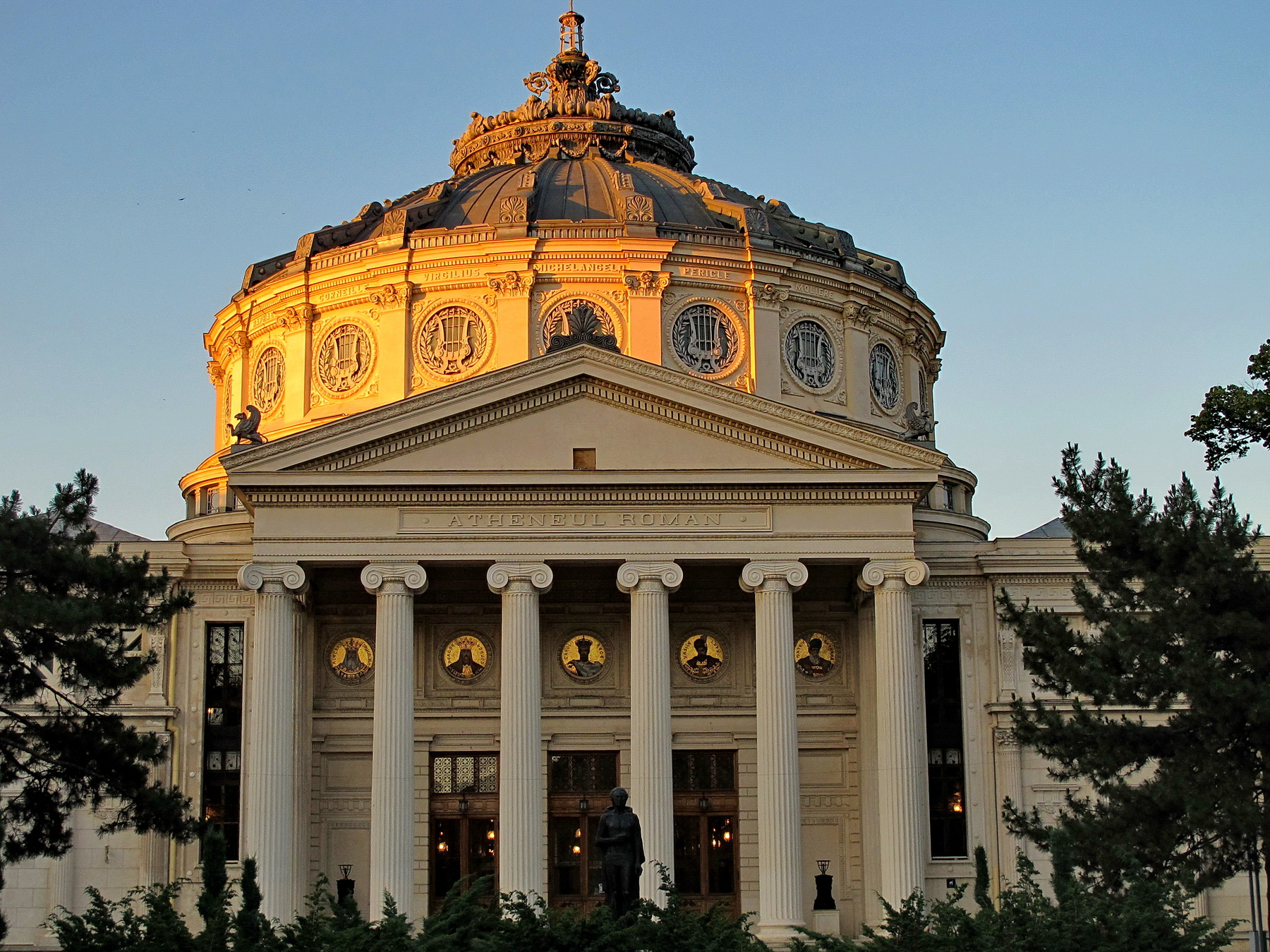
Ateneul Român

În stil neoclasic, după planurile unor arhitecți francezi, în 1885 este finalizată clădirea Băncii Naționale a României.
Tot în Capitală, trei ani mai târziu este inaugurat Ateneul Român, într-o combinație de neoclasic și eclectic și care avea să devină un adevărat simbol al Bucureștiului.
În perioada 1890 - 1895, în stilul Renașterii franceze, este construit Palatul Justiției .
Proiectat de Ion Mincu într-o variantă românească a stilului Art Nouveau, Bufetul din Șoseaua Kiseleff, construit în perioada 1889 - 1892, a fost un proiect pentru Expoziția Universală de la Paris din 1889 și în prezent găzduiește Restaurantul Doina.
Construit între 1892 și 1893 și servind ca post de pompieri, Foișorul de Foc era cea mai înaltă clădire din Capitală din acea perioadă (peste 30 m înălțime).
O altă clădire emblematică a Bucureștiului este Palatul Poștelor.
Situat în Centrul istoric și construit în perioada 1894 - 1900, în prezent găzduiește Muzeul Național de Istorie a României.
Tot în 1900 a fost finalizat și Palatul Casei de Depuneri, Consemnațiuni și Economie.
Îmbinând în arhitectura sa barocul francez și stilul Renașterii, astăzi edificiul adăpostește sediul CEC Bank.
Arhitecții austrieci Fellner & Helmer au construit în țară o mulțime de edificii culturale ca: Opera Națională Română Timișoara (finalizat în 1875), Teatrul Național „Vasile Alecsandri” din Iași (1896), Teatrul de Stat din Oradea (1900), Teatrul Național din Cluj (1906) și altele.
Un alt arhitect străin, și anume Louis Blanc a proiectat o serie de edificii reprezentative, printre care: Palatul Facultății de Medicină din București (finalizat în 1902), clădirea Universității „Alexandru Ioan Cuza” din Iași (1897), Palatul Ministerului Agriculturii și Domeniilor (1895) etc.

Palatul Culturii din Iași

În domeniul arhitecturii peisagistice, trebuie menționat Parcul Carol I.
Amenajat după planurile francezului Edmond Redont, lucrările au început în 1903 și au fost încheiate în 1906, an în care parcul a găzduit Expoziția Generală Română din 1906.
În 1904 este înființată Școala Superioară de Arhitectură, avându-l ca director pe Ermil A. Pangrati.
Conceput de arhitectul Ion D. Berindey, Palatul Culturii din Iași, în stil neogotic, cu bogate decorațiuni interioare și exterioare, a fost ridicat în perioada 1905 - 1907 și adăpostește o serie de instituții ale capitalei Moldovei, fiind o clădire reprezentativă a orașului.
Palatul Ministerului Lucrărilor Publice a fost construit între anii 1906-1910, în stil tradițional, neoromânesc, după planurile arhitectului Petre Antonescu.
Clădirea, situată în centrul Capitalei, vizavi de Parcul Cișmigiu, a găzduit până în 2010 sediul Primăriei Municipiului București.
O altă clădire importantă, de nivel național, este Palatul Camerei Deputaților, ale cărei lucrări de construcție (arhitect Dimitrie Maimarolu) s-au finalizat în 1907.
Tot în Capitală, pe Șoseaua Kiseleff, a fost ridicată clădirea Muzeului Național de Istorie Naturală „Grigore Antipa”, finalizată în 1908.

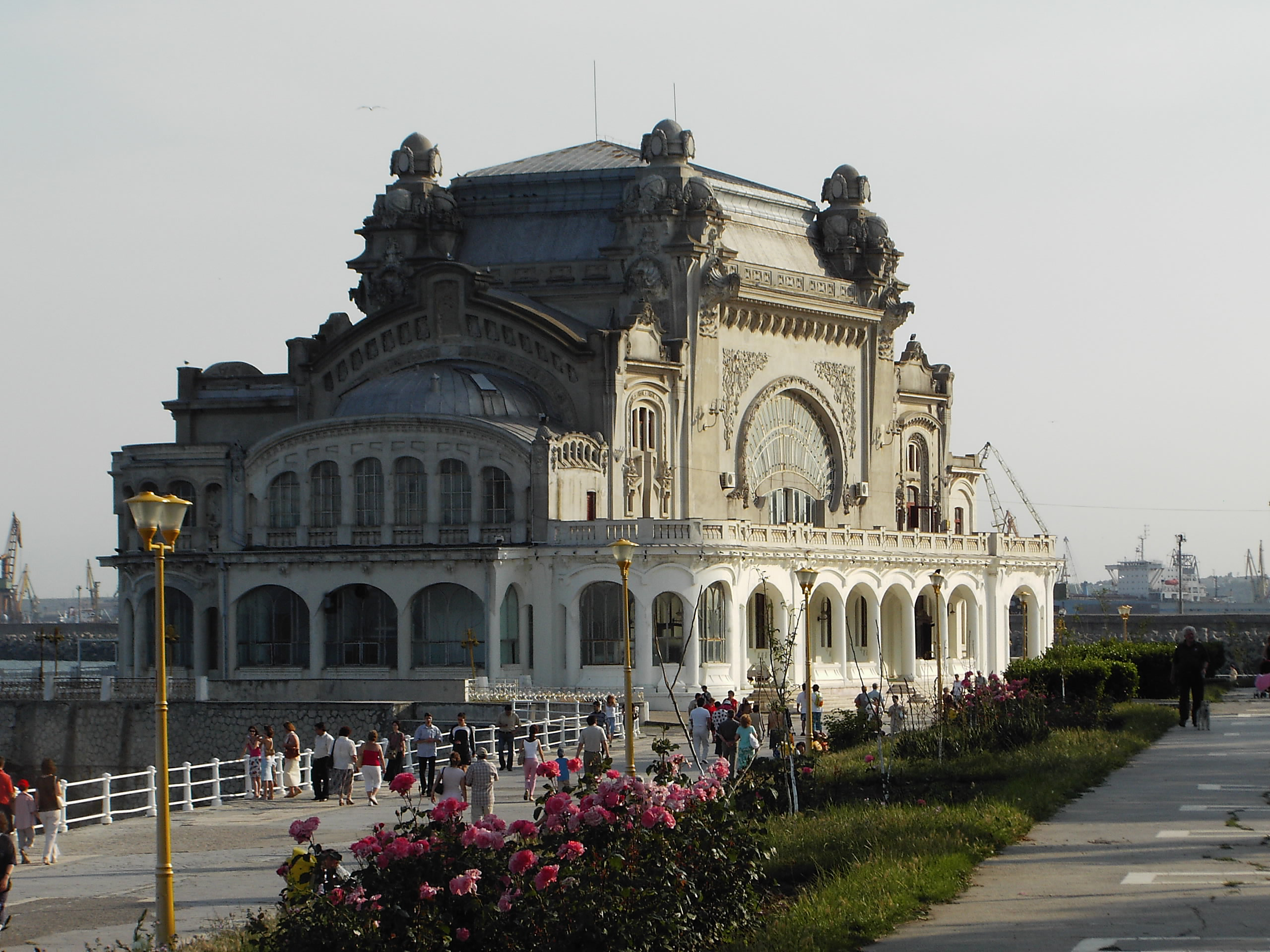
Cazinoul din Constanța

În 1909 este construit Cazinoul din Constanța, inaugurat în anul următor.
Edificiul a fost realizat după planurile arhitectului Daniel Renard și constituie unul din simbolurile reprezentative ale orașului.
Tot în 1909 încep și lucrările de construcție a Marii Moschei din Constanța, monument istoric finalizat în 1911.
În 1912 se încheie construcția Palatului Navigației din Galați.
Proiectat de Petre Antonescu, este prima clădire din țara noastră executată cu schelet monolit din beton armat.
Pe același tip de structură este construit, în perioada 1912 - 1914, Hotelul Athénée Palace.
Ridicată în stil neoclasic francez de Ion D. Berindey în perioada 1906 - 1914, Casa Assan devine în 1945 "Casa Oamenilor de Știință".

## Perioada interbelică(1918 - 1938)

Palatul Cercului Militar Național

În 1923 este finalizată construcția Casei Centrale a Armatei.
Început în 1911, edificiul se remarcă prin stilul academic francez.
Virginia Andreescu Haret, prima femeie din lume care a ajuns la gradul de arhitect inspector general, a proiectat o serie de clădiri din București ca: Colegiul Național „Gheorghe Șincai” (realizat între 1924 și 1928), Colegiul Național „Cantemir Vodă” (edificată în 1915, cu extinderi ulterioare) și o serie de blocuri pe Calea Victoriei.
În 1927 se încheie construcția Palatul Institutului de Arhitectură Ion Mincu, început în 1912 și proiectat de Grigore Cerchez în stil brâncovenesc.
În perioada 1923 - 1928, pe baza planurilor lui Duiliu Marcu, care a utilizat într-o factură modernă elemente de arhitectură veche, se construiește clădirea Teatrului Național din Timișoara.
În 1929 se construiește Palatul Patriarhal, la care arhitectul Gheorghe Simotta introduce stilul vechilor edificii de inspirație bizantină și fațade decorate cu elemente de piatră și balcoane în stil brâncovenesc.
În perioada 1932-1935 se adaugă corpul principal al palatului.
Același stil bizantin, combinat cu elemente de arhitectură veche românească, se regăsește și la Catedrala Mitropolitană din Cluj, finalizată în 1930, care se impune prin monumentalitate.
Una din primele clădiri ale Capitalei care imită celebrele zgârie-nori este Palatul Telefoanelor.
Construit în perioada 1929 - 1934, după planurile unor arhitecți americani, clădira era pe atunci cea mai înaltă din București și printre primele construcții realizate pe structură metalică.

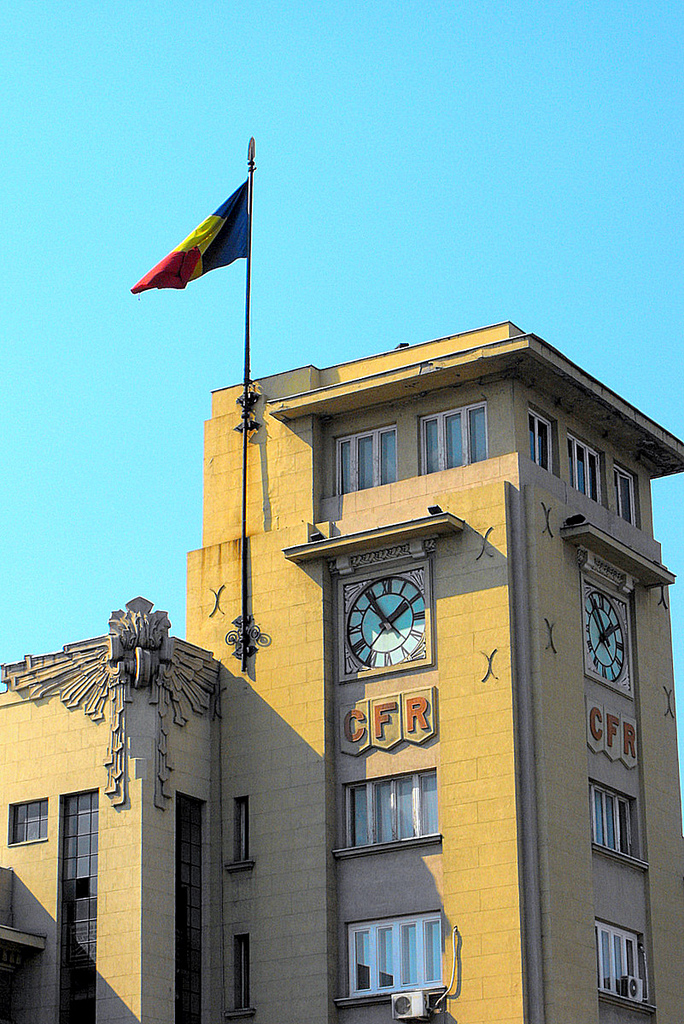
Gara de Nord, turnul cu ceas

Arcul de Triumf din București

În perioada 1930 - 1932, Gara de Nord a fost modernizată într-o manieră neoclasică, prin adăugarea unui corp de clădire dominat de un portic format din șase coloane grandioase.
Palatul Regal (devenit ulterior Palatul RSR) a fost ridicat în perioada 1930 - 1937 pe locul fostei case a logofătului Dinicu Golescu, în stil neoclasic de către arhitectul Nicolae Nenciulescu.
Astăzi clădirea adăpostește Muzeul Național de Artă al României.
În 1931 este construit, după planurile lui Horia Creangă, imobilul de locuințe ARO, devenit azi imobilul Patria și care găzduiește cinematograful omonim.
O altă clădire reprezentativă a Capitalei este Hotelul Athénée Palace, refăcut între 1938 și 1939 sub conducerea arhitectului Duiliu Marcu.
Finalizat în 1935, Palatul Facultății de Drept (arhitect Petre Antonescu) găzduiește azi, printre altele, Facultatea de Drept a Universității din București și Rectoratul Universității din București.
Construit în cinstea victoriei din Primul Război Mondial, Arcul de Triumf din București a fost realizat în marmură de Rușchița după planurile arhitectului Petre Antonescu, care a colaborat cu o mulțime de sculptori români și italieni.
Ridicat provizoriu în 1922, proiectul este finalizat în 1936, an în care este deschis oficial și Muzeul Satului.
Muzeul reflectă nu numai imaginea satului românesc, ci și o multitudine de stiluri arhitecturale specifice diverselor regiuni ale țării.
Ca exemplu de arhitectură industrială se constituie Uzina Republica.
Construită în perioada 1937 - 1938 după planurile arhitectului Horia Creangă, devine o unitate importantă a industriei, în special în perioada comunistă.
Construită într-un stil care îmbină elemente decorative bizantine cu cele moldovenești, Catedrala Mitropolitană din Timișoara, cel mai mare edificiu din acest oraș și cea mai înaltă biserică din România, este finalizată în 1941.

## Perioada contemporană

Institutul de Arhitectură „Ion Mincu”

Sediul TVR

Palatul Parlamentului

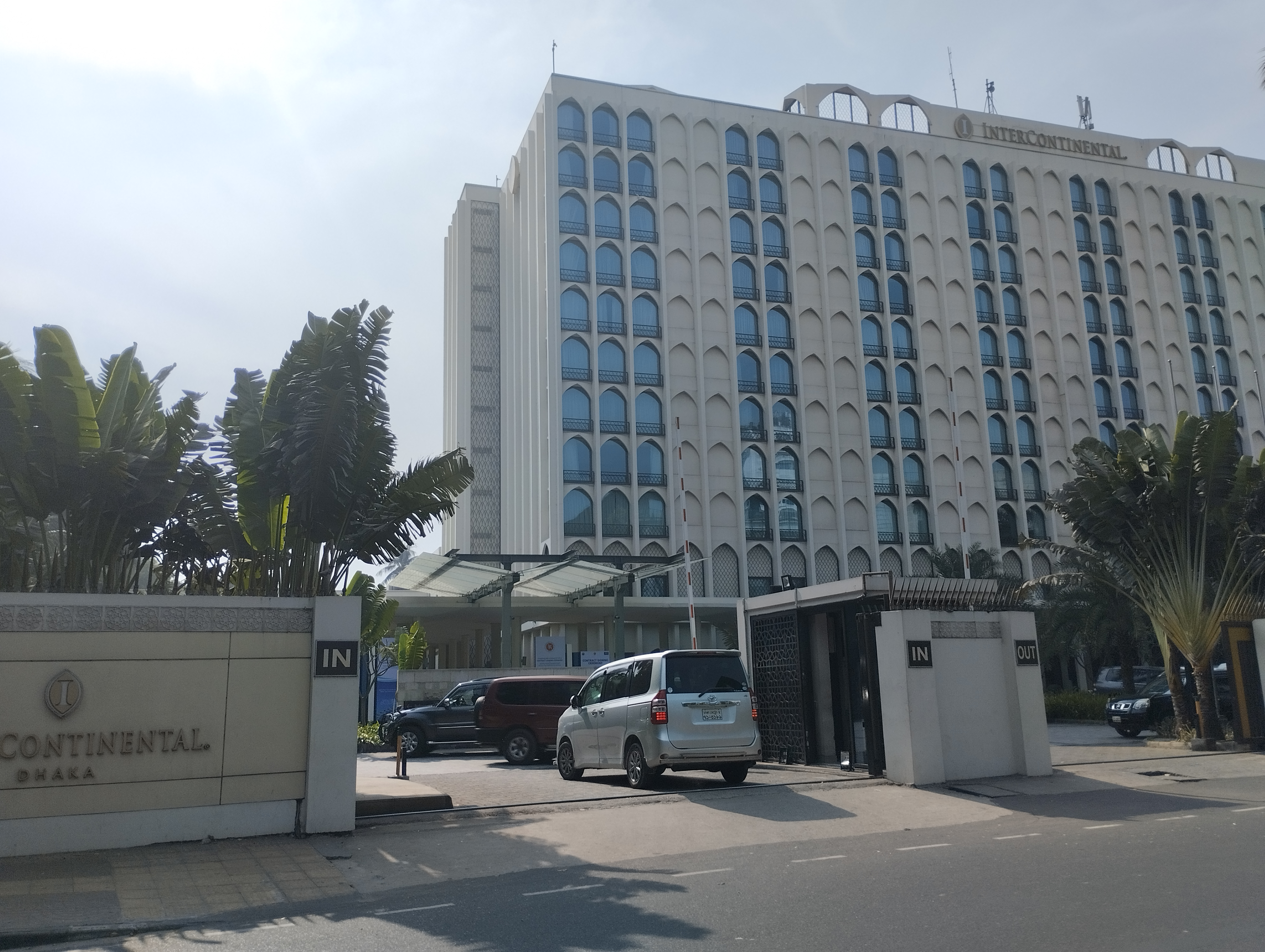
Hotelul Intercontinental

În 1941 se încheie construcția Muzeului Țăranului Român.
Proiectat de Nicolae Ghica-Budești, edificiul a început să fie construit încă din 1912, iar la început a găzduit Muzeul PCR, ca din 1990 să treacă la destinația actuală.
Un alt obiectiv de importanță națională este Palatul Căilor Ferate.
Început în 1937 și finalizat în 1945 după planurile unui colectiv de arhitecți conduși de Duiliu Marcu, clădirea adăpostește azi Ministerul Transporturilor.
În perioada 1946 - 1948 este construit sediul Comitetului Central al PCR, devenit după 1990 Palatul Senatului.
Un alt edificiu de importanță națională este Palatul Victoria.
Început în 1937 în locul vechiului Palat Sturdza, după planurile arhitectului Duiliu Marcu, acesta este finalizat în 1952.
În 1953, Institutului de Arhitectură din București i se dă numele cunoscutului arhitect Ion Mincu.
În cadrul acesteia, au fost înființate ulterior noi secții: Facultatea de Urbanism (în 1997) și Facultatea de Arhitectură (în 2003).
În 1953, sub conducerea arhitectului Pompiliu Macovei, cu ocazia celui de-al IV-lea Festival al Tineretului și Studenților, este realizat Parcul Național din București.
În același an încep lucrările de construcție ale Teatrului de Operă și Balet din Capitală, după planurile arhitectului Octav Doicescu, clădire inaugurată în anul următor.
Și tot în 1953 se elaborează planul urbanistic al stațiunii Mamaia de către un colectiv condus de Cezar Lăzărescu, succedat (în anii următori) de sistematizarea litoralului românesc al Mării Negre.
De o nouă perspectivă urbanistică se va bucura, începând cu 1955, și cartierul Balta Albă din Capitală.
Trei ani mai târziu, în continuarea acestui cartier va începe construcția cartierului Titan, unde s-a ridicat unul dintre cele mai înalte blocuri de locuințe din țară (din acea vreme), având 50 m înălțime, construit din diafragme cu planșee din beton armat.
Devenită cea mai înaltă structură din Capitală în momentul construcției sale, Casa Scânteii, inaugurată în 1956, al cărei stil a fost inspirat de edificiile comuniste din Moscova, avea să găzduiască combinatul poligrafic omonim, care va produce mai mult de jumătate din tirajul de cărți și ziare al țării.
Aceeași arhitectură stalinistă, dar cu unele accente neoclasice, se regăsește și la Palatul Parlamentului, a cărui construcție a început la sfârșitul perioadei comuniste, în 1983, și s-a finalizat în 1997, înregistrând recordul de cea mai mare clădire administrativă pentru uz civil ca suprafață din lume.
În perioada 1959 - 1960, în spatele Palatului Regal de pe Calea Victoriei, este construită Sala Palatului, care va servi ca loc de desfășurare a congreselor și conferințelor PCR și a unor importante manifestări politice, științifice și culturale.
În perioada 1959 - 1963, după planurile arhitecților Horia Maicu și Nicolae Cucu, este ridicat Mausoleul din Parcul Carol.
Tot în 1963 se încheie construcția Complexului expozițional „Romexpo”.
Acesta are o formă circulară, cu o cupolă metalică de mare deschidere. 
În 1966 se inaugurează noul local al Institutului Politehnic din București, complex de clădiri proiectate de Octav Doicescu și care totalizează o arie desfășurată de circa 400.000 m2.
Doi ani mai târziu, încep lucrările de construire a complexului din centrul Capitalei, cuprinzând Hotelul Intercontinental (finalizat în 1970) și clădirea Teatrului Național (inaugurat în 1973).
O altă clădire reprezentativă a Bucureștiului este Palatul Televiziunii Române, ridicat în perioada 1968 - 1969.
În perioada imediat următoare (1969 - 1970), este construit Aeroportul Internațional Henri Coandă, ale cărui clădiri sunt realizate după proiectul arhitectului Cezar Lăzărescu.
Și tot în Capitală, între 1973 și 1974, este construită Sala Polivalentă.
Înalt de 114 m, Turnul de testat ascensoare din cartierul Grivița este ridicat în perioada 1986 - 1988, fiind cea mai înaltă construcție industrială din București și totodată cel mai înalt turn pentru testarea ascensoarelor din Europa.
Finalizat în 1997, Bucharest Financial Plaza este prima clădire de birouri de mari dimensiuni ridicată după Revoluție.
Un alt edificiu de acest gen este Tower Center International ("Bucharest Tower Center").
Inaugurat în 2007, acesta este  a treia cea mai înaltă clădire din România după Sky Tower și Turnul IFMA.
În aceeași categorie intră și BRD Tower (finalizat în 2003).
Realizată între anii 1998 și 2003, biserica Mănăstirii Săpânța-Peri este cea mai înaltă biserică de lemn din lume.
În categoria complexelor rezidențiale de mari dimensiuni intră ansamblul Asmita Gardens, inaugurat în 2009 și situat în București, la intersecția șoselei Mihai Bravu cu Splaiul Unirii.
În anul finalizării sale, 2008, Tower Center International era cea mai înaltă clădire din România, record ce a fost depășit în 2013, an în care fost inaugurat Floreasca City Center ("Sky Tower") cu o înălțime de 137 m.